# Falltest
Ein Falltest oder Fallversuch ist eine mechanische Überprüfung von Bauteilen, bei der Bauteil aus einer definierten Höhe auf eine definierte Oberfläche fallen gelassen wird. Er wird meist im Rahmen des Qualitätsmanagements eines Produkts veranlasst und dient dazu, die Sicherheit und die Qualität des Produkts zu gewährleisten.
Teilweise werden auch durch verschiedene Normen Falltests vorgeschrieben. Diese muss eine Firma erfüllen, um ein Produkt überhaupt auf einem regulierten Markt verkaufen zu dürfen. Auch zur Erlangung von Qualitätskennzeichen sind z. T. Falltests vorgeschrieben.
Als Kriterium zum „Bestehen“ eines Falltests kann zum Beispiel definiert sein, dass bei einem spannungsführenden Produkt trotz Beschädigungen nach dem Herunterfallen keine Gefahr durch einen elektrischen Schlag besteht. Ein erfolgreicher Falltest bedeutet daher nicht, dass das Gerät durch das Herunterfallen nicht kaputt geht.

## Durchführung von Falltests
Falltests können auf verschiedene Arten durchgeführt werden:
- Manueller Falltest – Der Falltest wird von einer Person durchgeführt. Die Abschätzung der Fallhöhe unterliegt dabei meist einer vergleichsweise hohen Toleranz, sodass die Ergebnisse häufig nur als grobe Abschätzung dienen.
- Automatischer Falltest – In einem geeigneten Aufbau werden die Anforderungen an die Fallhöhe und den Untergrund möglichst genau eingehalten. Eine Maschine dient dazu, den Falltest durchzuführen. Dabei können auch mehrmalige Wiederholungen automatisiert werden.
- Numerischer Falltest – In geeigneten Programmen, z. B. auf Basis der Finite-Elemente-Methode, kann bereits in der Entwicklungsphase eines Produkts der Einfluss von Stößen simuliert werden. Dabei können Schwachstellen und Konstruktionsfehler durch Analyse der mechanischen Spannungen im Material detektiert werden.